# تحتایا
تحتایا (به عربی: تحتایا) یک روستا در سوریه است که در ناحیه حیش واقع شده‌است. تحتایا ۱٬۲۹۸ نفر جمعیت دارد.